# A Justiça dos Homens
A Justiça dos Homens é uma série brasileira, que foi produzida pelo SBT. Foi exibida pela emissora em 1993. Dirigida por Nilton Travesso, com apresentação de Eliakin Araújo.
Cada episódio contava com histórias e elenco diferente. 
Era uma espécie de tribunal, onde Ney Gonçalves Dias fazia o papel de promotor, e Zulaiê Cobra fazia o papel de defensora. Ao final do episódio, um juri votava para decidir se o personagem daquele episódio era culpado ou inocente. 